# Kanton Patay
Kanton Patay (francouzsky Canton de Patay) je francouzský kanton v departementu Loiret v regionu Centre-Val de Loire. Tvoří ho 13 obcí.

## Obce kantonu
- Boulay-les-Barres
- Bucy-Saint-Liphard
- Bricy
- La Chapelle-Onzerain
- Coinces
- Gémigny
- Patay
- Rouvray-Sainte-Croix
- Saint-Péravy-la-Colombe
- Saint-Sigismond
- Tournoisis
- Villamblain
- Villeneuve-sur-Conie